# Johann Nepomuk Passini

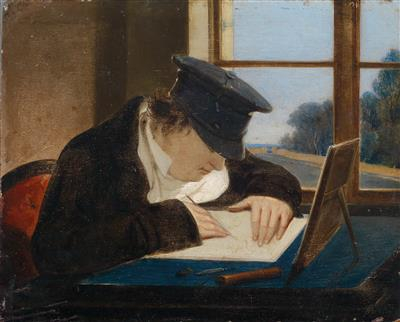
Johann Nepomuk Passini, porträtiert von Peter Fendi, 1824

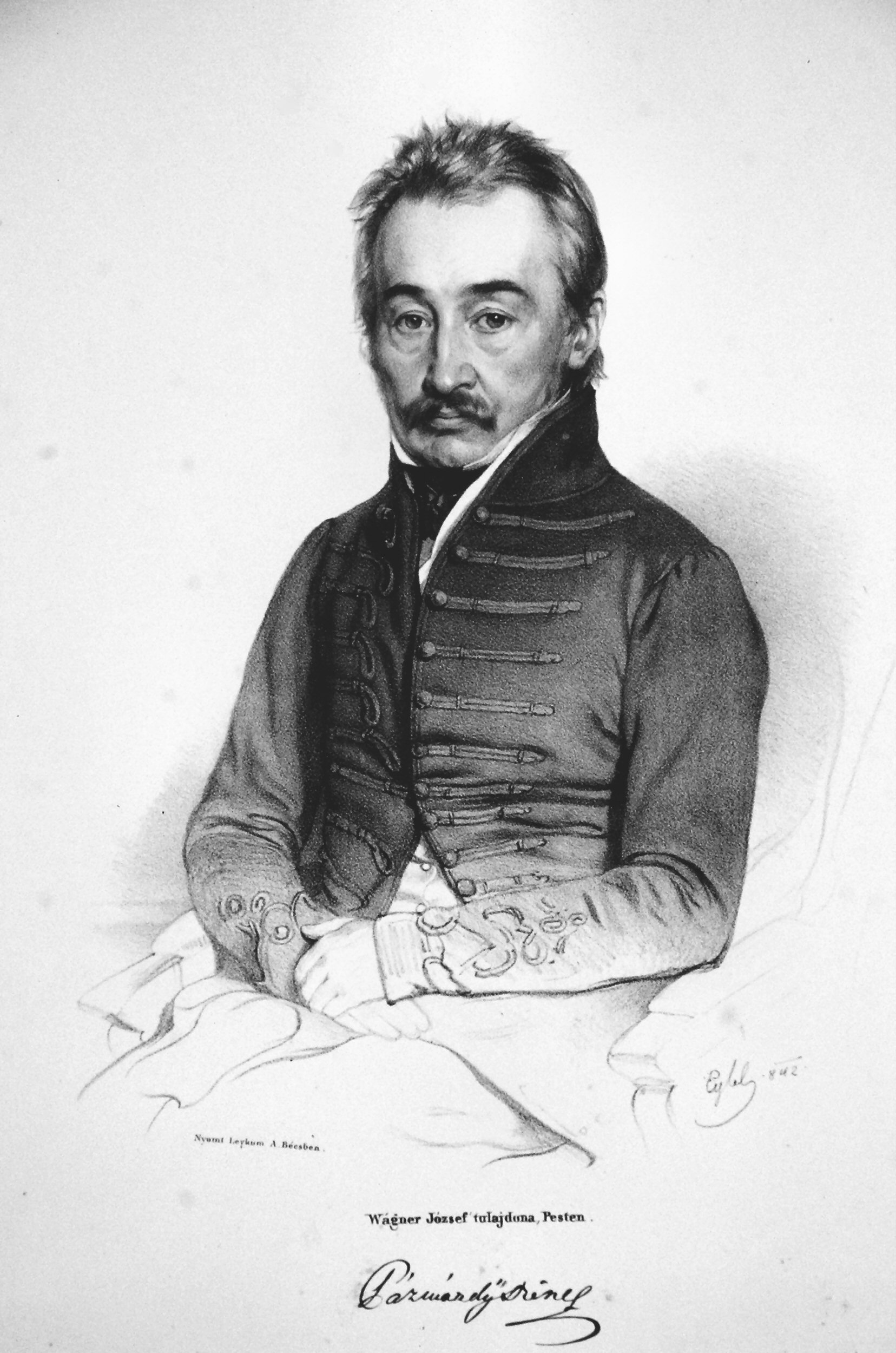
Jophann Baptist Passini, Lithographie von Franz Eybl, 1845

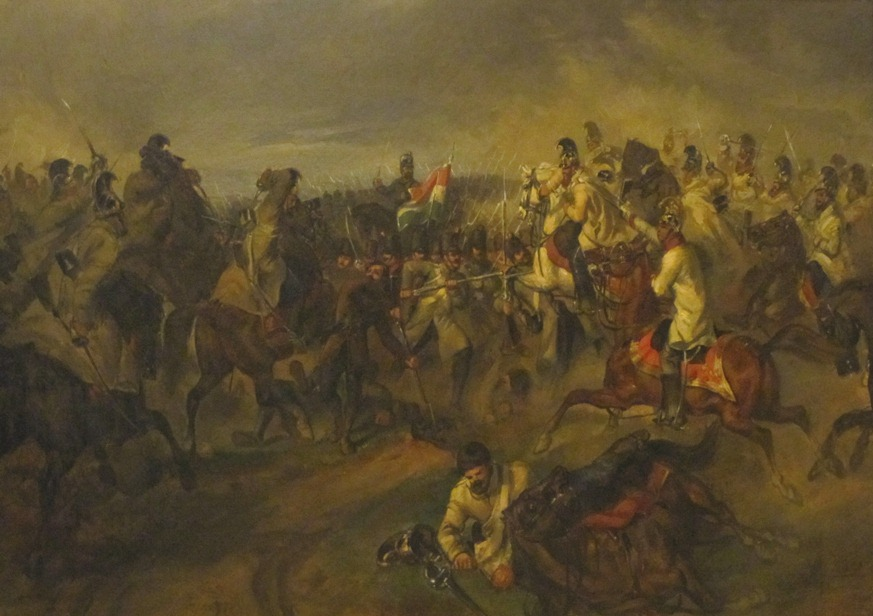
Angriff des Dragonerregimentes Nr.3 gegen ungarische Aufständische in der Schlacht bei Raab, um 1850.

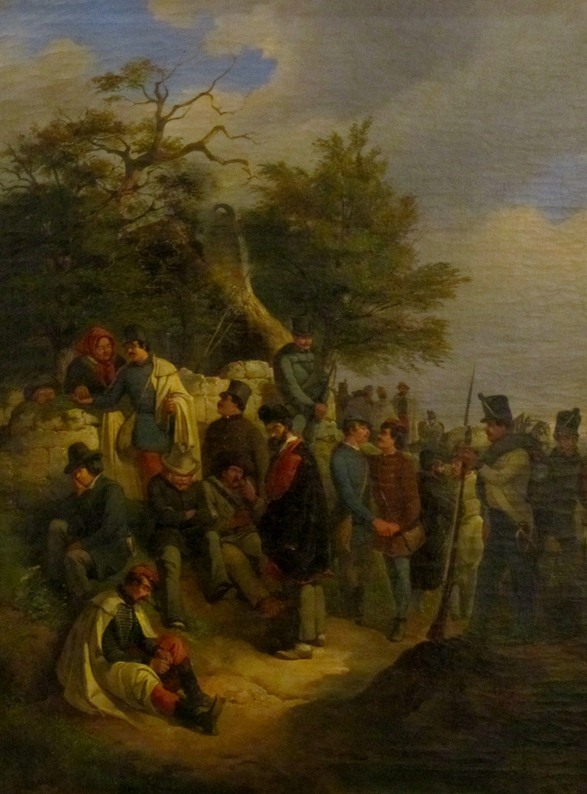
Rastende Gefangene, 1850.

Johann Nepomuk Passini (* 4. September 1798 in Wien; † 14. Januar 1874 in Graz) war ein österreichischer Kupferstecher, Lithograf, Genre- und Landschaftsmaler.

## Leben
Anfänglich blieb Passini bei Kupferstichen und Lithografien, die er nach Gemälden von Thomas Ender, Peter Fendi, Johann Adam Klein und Friedrich Gauermann anfertigte. Später wandte er sich der Ölmalerei zu, wo er vor allem Landschaften und Genreszenen, aber auch das militärische Sujet bevorzugte. Seine Werke befinden sich heute in der Grafischen Sammlung Albertina, im Wien Museum, im Kupferstichkabinett des Universalmuseums Johanneum und im Heeresgeschichtlichen Museum in Wien.
Johann Nepomuk Passini war der Vater des Malers und Kupferstechers Ludwig Passini (1832–1903), Großvater der Malerin und Keramikerin Rita Passini (1882–1976) und Urgroßvater des Malers, Graphikers und Illustrators Hans Fronius (1903–1988).

## Werke (Auszug)
- Kupferstiche für folgende Sammelbände:
  - Familienvereinigung des Allerhöchsten Kaiserhauses, 1834
  - Studien aus Oberösterreich, Steiermark und Salzburg

- Lithografien für folgende Sammelbände:
  - Bilder aus Gleichenberg, 1856
  - Ansichten aus den Heilbädern Steiermarks

- Ölgemälde
  - Angriff des Dragonerregimentes Nr.3 gegen ungarische Aufständische in der Schlacht bei Raab am 28. Juni 1849, um 1850, Öl auf Leinwand, ca. 45 × 70 cm, Heeresgeschichtliches Museum, Wien
  - Rastende Gefangene, 1850, Öl auf Leinwand, ca. 70 × 60 cm, Heeresgeschichtliches Museum, Wien